# Petrogale inornata
Il wallaby delle rocce disadorno (Petrogale inornata Gould, 1842) appartiene a un gruppo di wallaby delle rocce molto imparentati tra loro, diffusi nel Queensland nord-orientale (Australia). Rispetto a gran parte dei suoi parenti, ha una pelliccia dai toni più pallidi e per di più uniforme, caratteristica da cui trae origine il suo nome comune.
Il suo areale, dall'andamento discontinuo, copre le catene costiere da Rockhampton fino ai pressi di Townsville. Quest'area comprende anche il piccolo areale del wallaby delle rocce di Proserpine (P. persephone), l'unica specie del suo genere a non essere strettamente imparentata con gli altri wallaby delle rocce della zona. Proprio l'incrocio con il wallaby delle rocce disadorno costituisce una grave minaccia alla sopravvivenza di questa rara specie.